# ポピュラーメカニクス
『ポピュラーメカニクス』（Popular Mechanics、略称 PM、PopMech）は、アメリカ合衆国で刊行されている通俗科学の雑誌である。主に自動車、家庭、アウトドア、電子工学、科学、DIY、技術に関するテーマを取り扱うほか、軍事、航空、各種の交通、宇宙、工具、ガジェットに関する記事もよく掲載される。

## 歴史

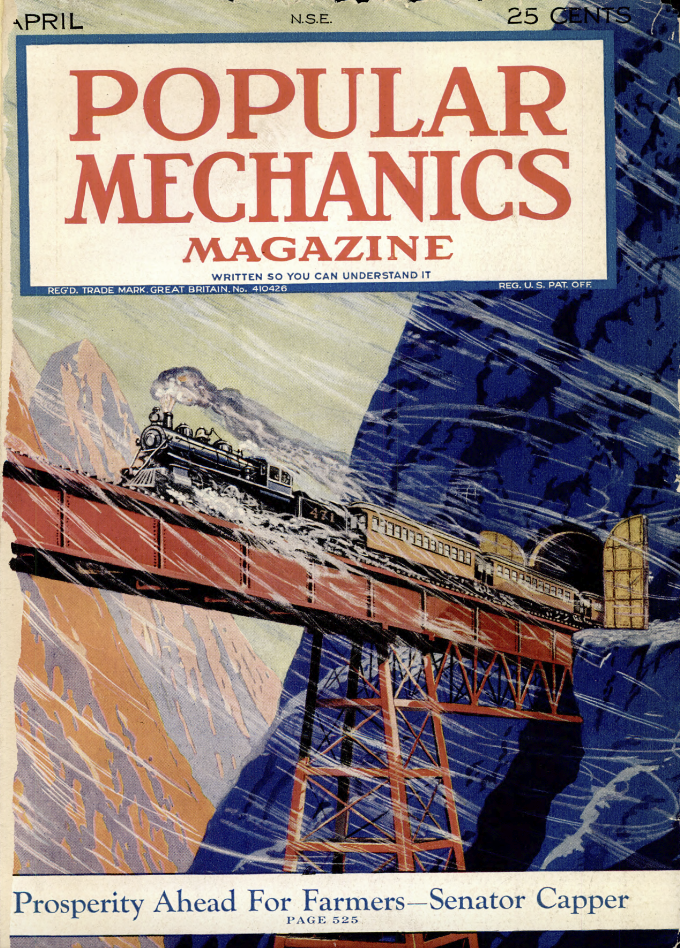
1924年4月号の表紙

この雑誌は、シカゴのヘンリー・ヘイブン・ウィンザーによって創刊され、第1号は1902年1月11日に発刊された。当初は週刊誌だった。ポピュラーメカニクス・カンパニーの社長兼発行者のウィンザー自身が編集長を務めた。この雑誌のコンセプトは、平易な言葉とその理解の助けとなる写真とイラストにより「世界の仕組み」を解説することであり、タグラインには"Written so you can understand it"（あなたが理解できるように書かれた）と書かれていた。
1902年9月には月刊誌となった。創刊以来、ウィンザー家が保有してシカゴで印刷されていたが、1958年にハースト社に買収された。1962年には、編集部がニューヨークに移転した。
1915年、ポピュラーメカニクスは表紙にフルカラーのイラストを採用し、これはその後の技術系雑誌により模倣された。
第二次世界大戦終戦後の1945年以降、フランス語版、スペイン語版、スウェーデン語版、デンマーク語版などの英語以外の版が相次いで創刊された。1980年代半ばの一時期、日本語版も刊行されていた。2022年現在では英語版、中国語版、スペイン語版が全世界で刊行されていた
2013年に月刊（年12刊）から年10刊に減らされ、2014年には創刊以来のキャッチフレーズが "How your world works"に変更された。その後、さらに減刊されて年6刊となっている。また、ポッドキャスト版が追加され、レギュラーコーナーとして"Most Useful Podcast Ever"と"How Your World Works"を掲載している。
著名な寄稿者には、グリエルモ・マルコーニ、トーマス・エジソン、ジュール・ヴェルヌ、バーニー・オールドフィールド（自動車レーサー）、クヌート・ロックニー（フットボール選手）、ウィンストン・チャーチル、チャールズ・ケタリング、トム・ウルフ、バズ・オルドリンなどがいるほか、セオドア・ルーズベルトやロナルド・レーガンなどのアメリカ合衆国大統領も寄稿している。コメディアンで自動車マニアとして有名なジェイ・レノは、1999年3月から連載コラム"Jey Leno's Garage"（ジェイ・レノのガレージ）を執筆していた。
1905年から2005年のほぼ完全なアーカイブがGoogle ブックスで入手可能である 。